# San Pio delle Camere
San Pio delle Camere är en ort och kommun i provinsen L'Aquila i regionen Abruzzo i Italien. Kommunen hade 687 invånare (2018).